# Gatzara jezoensis
Gatzara jezoensis (лат.) — вид сетчатокрылых насекомых из семейства муравьиных львов (Myrmeleontidae).

## Описание
Передние и задние крылья примерно одинаковой длины 27—29 мм. Насекомые со светло-бурым телом и с бурыми пятнами на блестящих прозрачных крыльях. Длина брюшка у самцов и самок 20—23 мм. Голова жёлто-бурого цвета, с выпуклым лбом. На темени и затылке располагается светло-бурый слабовыраженный рисунок. Антенны длинные, тёмно-бурые до середины, на вершине светлые красноватые с чёрной уплощенной булавой. На боках груди от передне- до заднегруди идёт широкая тёмно-бурая полоска. Ноги длинные и тонкие, с ярким бурым рисунком. Тазики передних ног жёлтого цвета, Крылья широкие, ланцетовидные, с бурыми поперечными  и продольными жилками. Заднее крыло с крупным круглым пятном. На обоих крыльях располагаются белесые участки мембраны. Брюшко светло-бурого цвета, с тёмным рисунком, образованном прерванными продольными полосами.  Брюшко покрыто короткими чёрными волосками.

## Ареал
Россия, Корея, Китай, включая Тайвань, Япония.

## Биология
Имаго — хищники, добычу ловят в полёте. Личинка крупная. Личинки — активные хищники. Пищеварение у личинок внекишечное. Окукливаются в шелковистом коконе. Куколка свободная.